# Янгікишлак (Шахрисабзький район)
Янгікишлак (узб. Yangiqishloq, Янгиқишлоқ) — міське селище в Узбекистані, в Шахрисабзькому районі Кашкадар'їнської області.
Статус міського селища з 2009 року.